# Châteaubriant
Châteaubriant – miejscowość i gmina we Francji, w regionie Kraj Loary, w departamencie Loara Atlantycka.
Według danych na rok 2010 gminę zamieszkiwały 12 022 osoby, a gęstość zaludnienia wynosiła 357 osób/km².